# 吴家塘站
吴家塘站位于福建省南平市邵武市吴家塘镇，建于1956年。距鹰潭站169公里，距厦门站525公里。现为四等站。客运办理旅客乘降、行李包裹托运，货运仅办理专用线、专用铁道整车货物发到。